# Willem van der Knoop
Willem/Wim van der Knoop (Amsterdam, 7 oktober 1919 – 30 maart 2007) was een Nederlands politicus van de PvdA.
Hij heeft de hbs gedaan en was van 1940 tot 1945 werkzaam bij de GGD van Amsterdam. Daarna werkte hij bij de gemeentesecretarie. Vanaf 1970 was hij vier jaar de directeur van het Verzekeringsbedrijf van de Gemeente Amsterdam. Daarnaast was hij vanaf 1966 lid van de Provinciale Staten van Noord-Holland. In 1974 werd Knoop daar lid van de Gedeputeerde Staten wat hij tot 1982 zou blijven. Toen werd hij voorzitter van de Stichting Recreatie en vanaf mei 1983 was Van der Knoop ruim een jaar waarnemend burgemeester van Edam-Volendam. In 2007 overleed hij op 87-jarige leeftijd.